# Bromus lanceolatus
Bromus lanceolatus es una especie planta herbácea perenne perteneciente a la familia de las gramíneas (Poaceae). Es originaria de la región mediterránea europea y se encuentra distribuida ampliamente en otras regiones del globo.

## Descripción
Se trata de una planta anual, que dentro del género se diferencia por su panícula elipsoidea y más o menos condensada, con espiguillas de 20-40 mm de longitud, que pueden ser desde glabras a viloso-seríceas y con las glumas inferiores con 3 o 5 nervios y las superiores con 7 o 9 nervios. Las lemas miden 10-16 mm, son emarginadas y poseen una arista de 10-17 mm, inserta 2-4 mm por debajo del ápice, patentes en la madurez.

## Distribución y hábitat
Esta planta nativa de la región mediterránea europea se encuentra distribuida ampliamente en otras regiones del globo, tales como Norteamérica y Australia,  donde es una especie invasora. En la península ibérica se encuentra en casi todo el territorio.

## Taxonomía
Bromus arvensis fue descrita por Albrecht Wilhelm Roth y publicado en Catalecta Botanica 1: 18. 1797.
Citología
Su número de cromosomas es de: 2 n = 28
Etimología
Bromus: nombre genérico que deriva del griego bromos = (avena), o de broma = (alimento).
lanceolatus: epíteto latino que puede referirse a la forma lanceolada de las glumas inferiores.
Sinonimia
- Bromus macrostachys Desf.
- Serrafalcus macrostachys (Desf.) Parl.
- Bromus divaricatus Rhode ex Loisel.
- Bromus lanuginosus Poir.
- Bromus macrostachys var. lanuginosus (Poir.) Coss. & Durieu
- Bromus pseudodanthoniae Drobow
- Forasaccus lanceolatus (Roth) Bubani
- Serrafalcus lanceolatus (Roth) Parl.
- Zerna macrostachys (Desf.) Panz. ex B.D.Jacks.
- Bromopsis triniana (Schult.) Holub
- Bromus canariensis Zuccagni
- Bromus oxyphloeus Paine
- Bromus persicus Boiss.
- Bromus tomentosus Rohde
- Bromus trinianus Schult.
- Bromus turgidus Pers.
- Zerna tomentosa (Trin.) Nevski
- Zerna triniana (Schult. & Schult.f) Tzvelev[5][6]

## Nombre común
Se conoce como "chirato de lanza, saetilla."